# Frullania selwyniana
Frullania selwyniana là một loài Rêu trong họ Jubulaceae. Loài này được Pearson mô tả khoa học đầu tiên năm 1890.